# Begonia neglecta
Espèce
Synonymes
- Begonia neglecta var. caulescens A.DC.[1]

Begonia neglecta est une espèce de plantes de la famille des Begoniaceae.
L'espèce fait partie de la section Pritzelia.
Elle a été décrite en 1859 par Alphonse Pyrame de Candolle (1806-1893).

## Répartition géographique
Cette espèce est originaire du pays suivant : Brésil.

## Liste des variétés
Selon Tropicos (21 février 2017) (Attention liste brute contenant possiblement des synonymes) :
- variété Begonia neglecta var. caulescens A. DC.
- variété Begonia neglecta var. neglecta